# Scheinfeld
Scheinfeld est une ville au nord-ouest de la Moyenne-Franconie en Bavière dans l'arrondissement de Neustadt an der Aisch-Bad Windsheim. Celui-ci se trouve à la limite, au nord, de l'arrondissement de Kitzingen et de l'arrondissement de Bamberg, à l'est, de l'arrondissement d'Erlangen-Höchstadt, au sud, de l'arrondissement de Fürth et de l'arrondissement d'Ansbach, à l'ouest, du Bade-Wurtemberg.
La ville de Scheinfeld se trouve au sud-ouest du Steigerwald. Treize circonscriptions dépendent de la ville de Scheinfeld : Burgambach, Erlabronn, Grappertshofen, Hohlweiler, Klosterdorf, Kornhöfstadt, Neuses, Oberlaimbach, Ruthmannsweiler, Schnodsenbach, Thierberg, Unterlaimbach, et Zeisenbronn.
Elle comptait 4 630 habitants au 31 décembre 2008.

## Histoire
L'endroit habité est connu au VIIIe siècle sous le nom de Scegifeldum, c'est-à-dire le champ de Scegus ou Scego. Ces terres sont la possession des comtes, puis princes de Schwarzenberg et entrent dans le royaume de Bavière en 1807.
La région fait partie de la zone d'occupation américaine en Allemagne après la Seconde Guerre mondiale. Les autorités américaines ouvrent un camp de personnes déplacées (DP), le 28 avril 1946, pour les réfugiés allemands expulsés des anciens territoires allemands à l'est. La plupart de ces réfugiés venaient de l'ancienne partie de la province de Prusse-Orientale dévolue à la nouvelle république socialiste soviétique de Lituanie, et avaient transité par le camp de réfugiés de Ratisbonne. Le camp de Scheinfeld ferme en 1949.

## Jumelages
- Beaulieu-sur-Dordogne (France, depuis 1986)
- Grünhain-Beierfeld (Allemagne, depuis 1990)
- Larche (France, depuis 2014)

## Monuments
- Château de Schwarzenberg

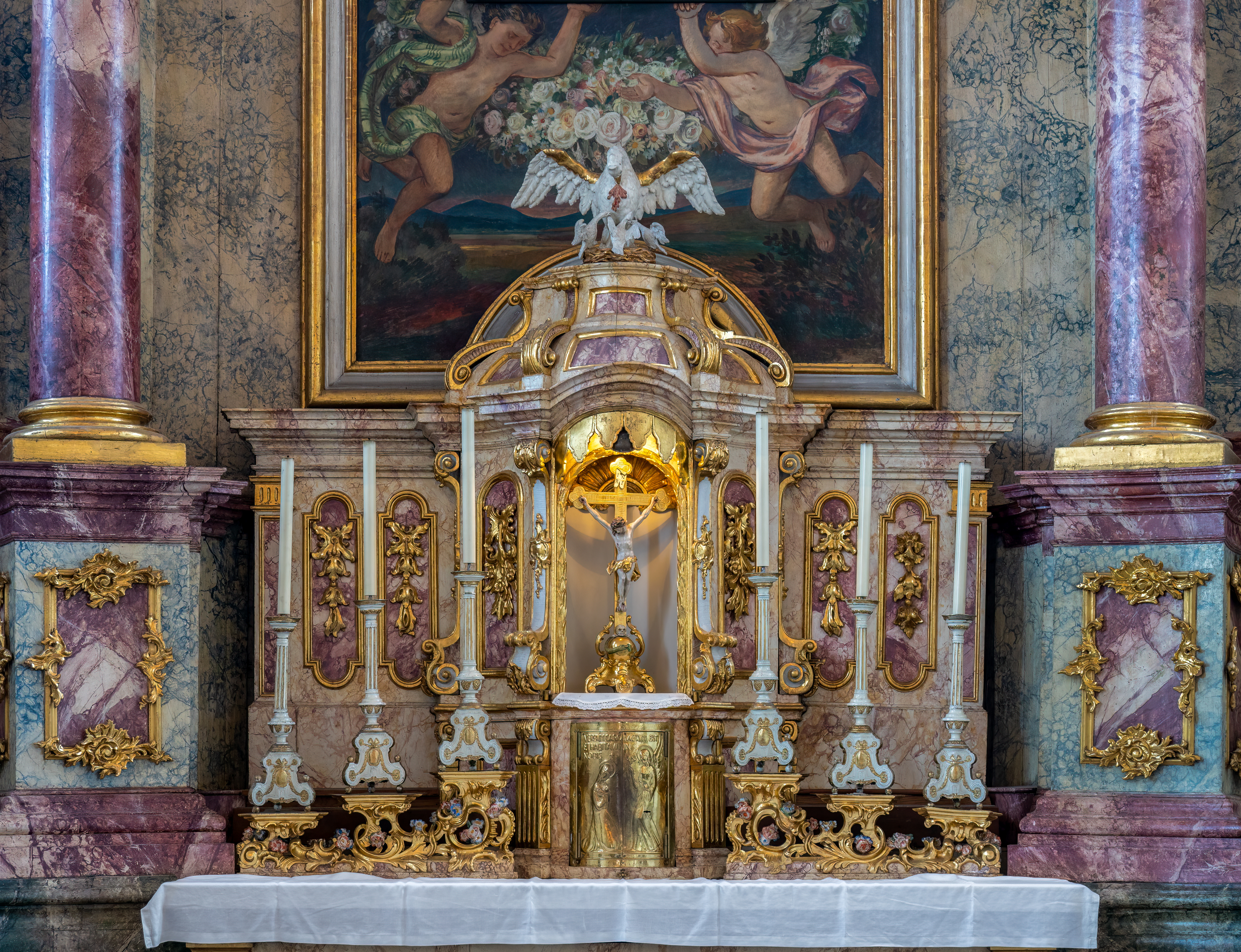
Le chœur de l'église catholique Mariae Geburt à Scheinfeld. Février 2021.

- Couvent de Schwarzenberg, couvent franciscain fondé au XVIIIe siècle

## Personnalités
- Morris Steinert (1831-1912), collectionneur d'instruments de musique
- Petrus Karl Mangold (1889-1942), franciscain
- Ludwig Pösl (1903-1945), homme politique